# Giampietrino
Giovanni Pietro Rizzoli, mais conhecido como Giampietrino, foi um pintor italiano, ativo na Lombardia, de 1497/1500 a 1540.

## História
Discípulo direto de Leonardo da Vinci e contemporâneo dos pintores Bergognone, Giovanni Boltraffio, Andrea Solario, Cesare da Sesto e Bernardino Luini, Giampietrino pertence a uma geração de artistas lombardos fortemente influenciados pelas longas estadas de Leonardo em Milão.
A documentação sobre sua vida e obra é bastante escassa, possuindo um único trabalho seguramente datado: o retábulo da Igreja de San Marino, em Pavia (1521). Não obstante, Giampietrino é mencionado pelo próprio Leonardo em seu famoso Códice Atlântico (1497-1500), e, posteriormente, no Tratatto dell'arte della pittura de Paolo Lomazzo (1584) - que recorda a existência de uma certo "Pietro Rizzo Milanese".
Seu testamento pictórico é composto tanto por obras de tema sacro (representações da Sagrada Família, da Paixão de Cristo e da Madalena Arrependida, em diversas igrejas e museus lombardos) como por cenas de cunho mitológico (Cleópatra, Museu do Louvre), e se notabiliza por uma contundente observância do estilo de seu mestre - como se percebe na sua cópia da Última Ceia, conservada na Royal Academy de Londres, e em outras composições em que retoma o sfumato e a disposição espacial leonardianos (Virgem Amamentando o Menino e o Infante São João Batista, Museu de Arte de São Paulo).

## Obras

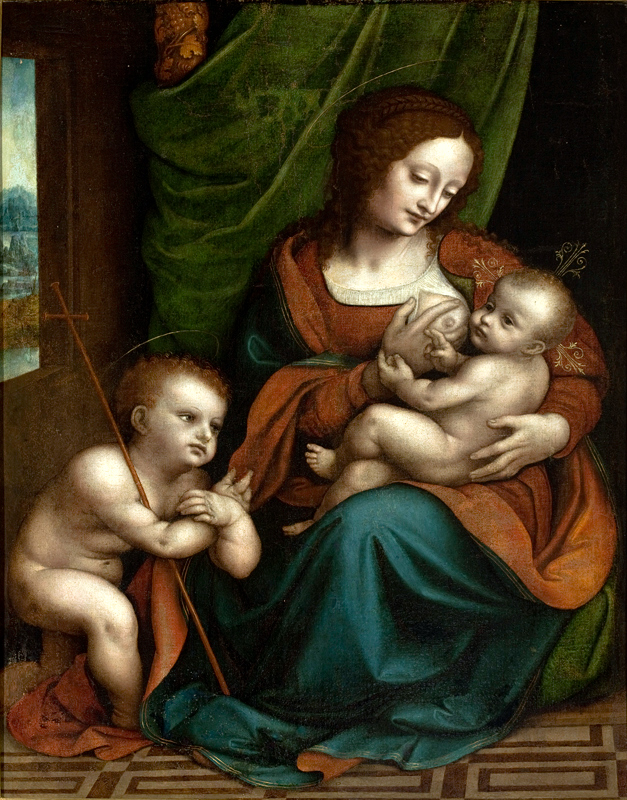
A Virgem Amamentando o Menino e São João Batista Criança em Adoração (1500-1520). Pintura de Giampietrino (Museu de Arte de São Paulo, São Paulo).
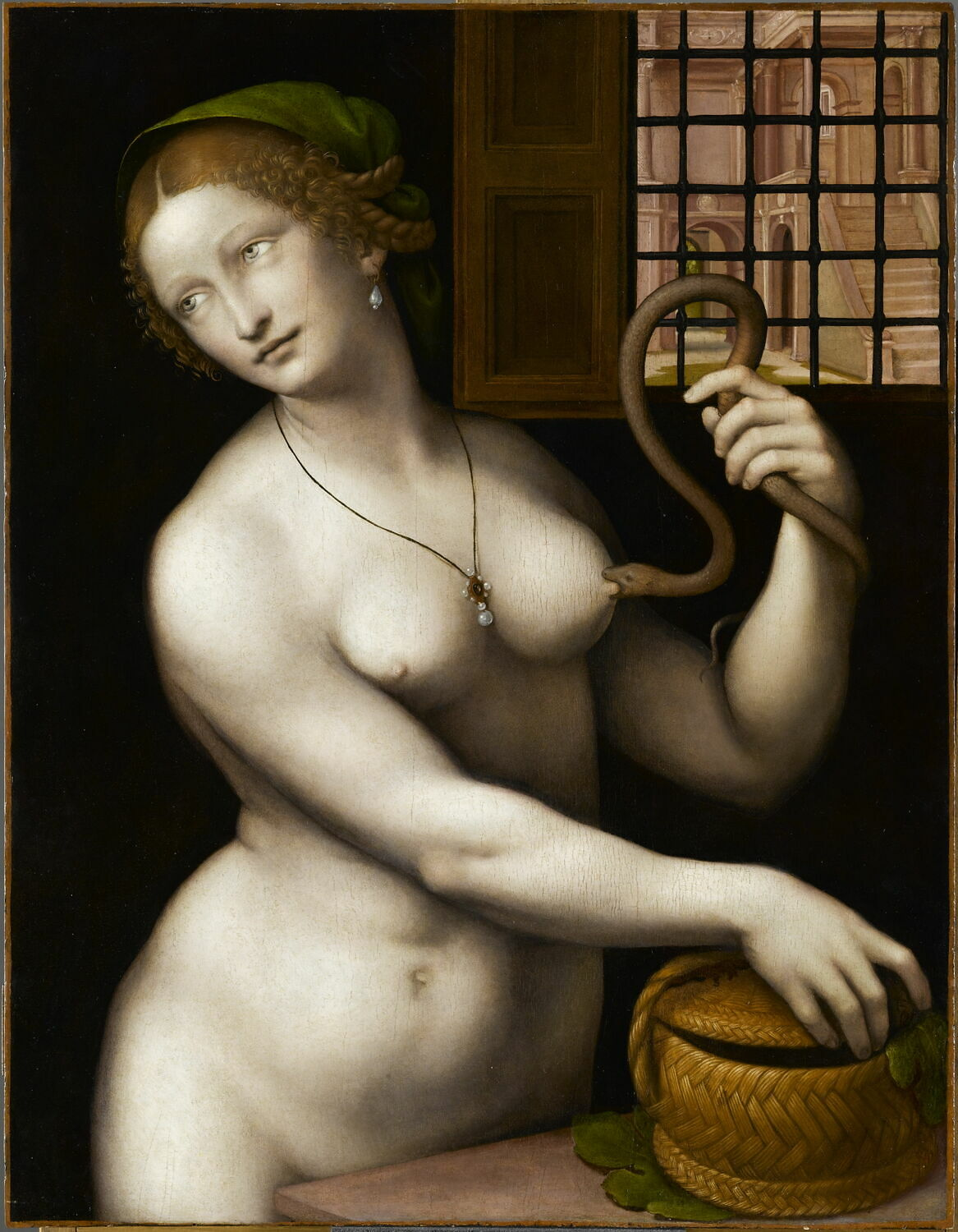
A Morte de Cleópatra. Pintura de Giampietrino (Museu do Louvre, Paris).
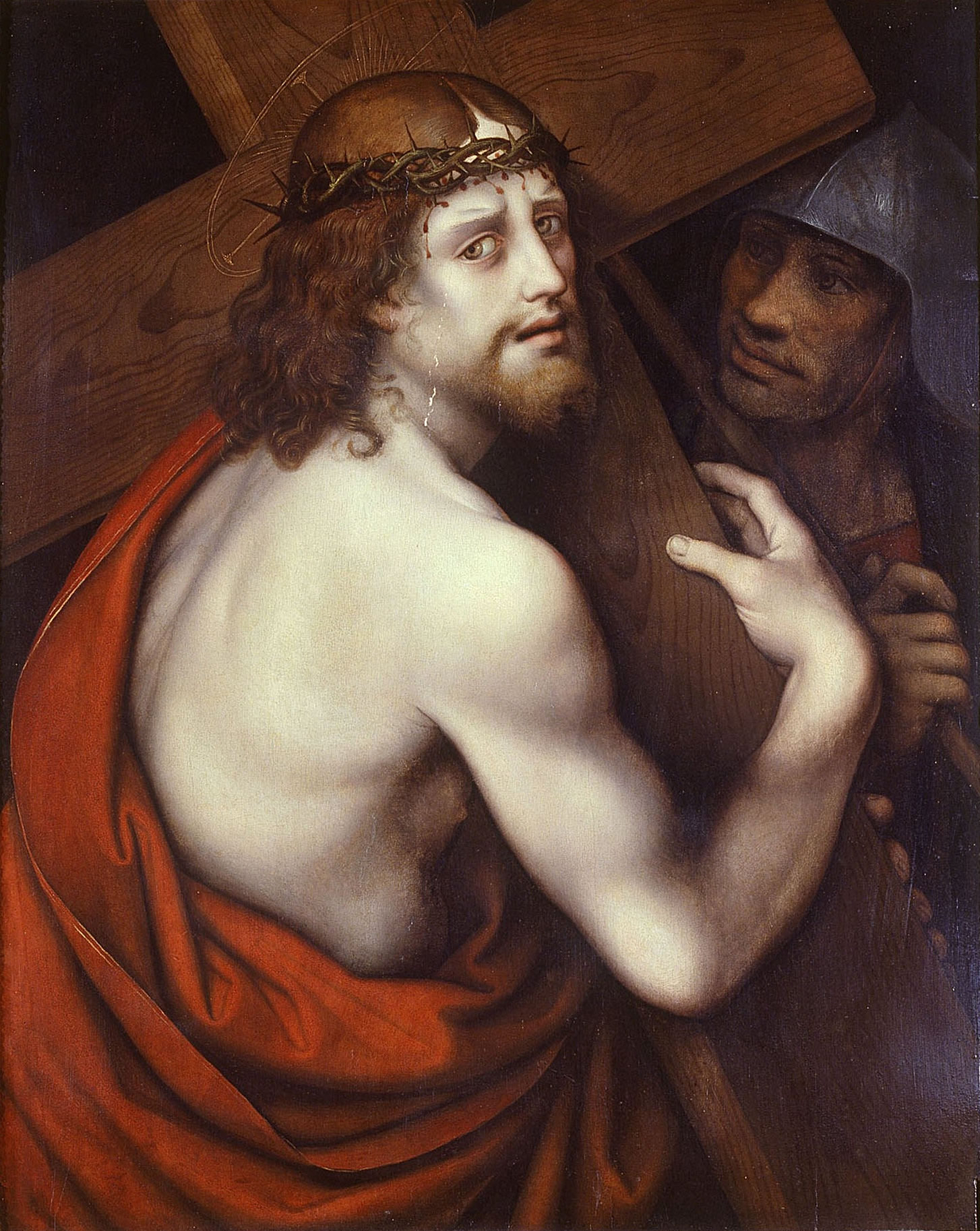
Christ Carrying the Cross de Giovan Pietro Rizzoli detto il Giampietrino.
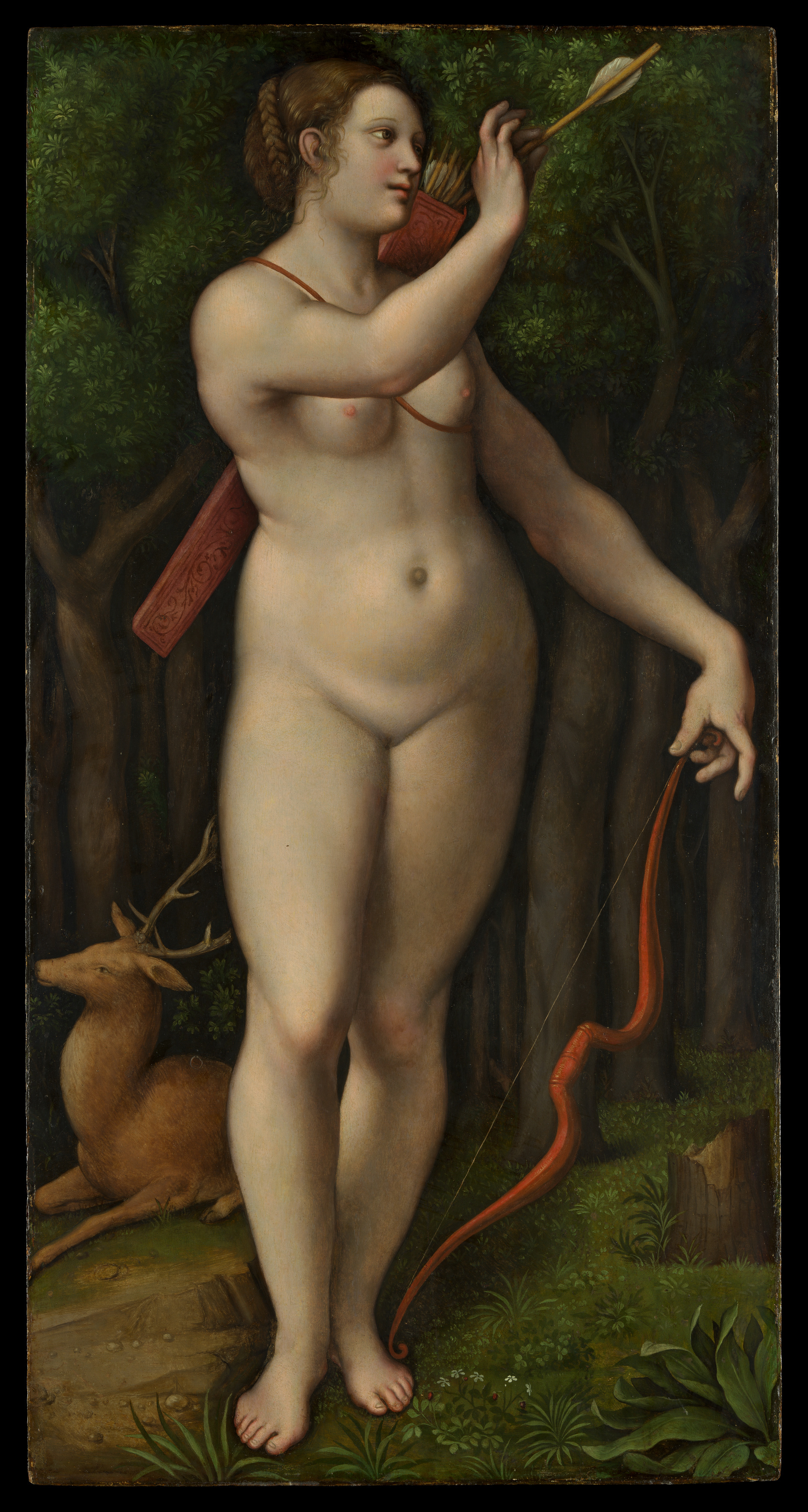
Diana the Huntress